# Stazione di Sala Consilina
Stazione di Sala Consilina 1987-ben bezárt vasútállomás Olaszországban, Sala Consilina településen.

## Vasútvonalak
Az állomást az alábbi vasútvonalak érintették:
- Sicignano degli Alburni-Lagonegro-vasútvonal

## Kapcsolódó állomások
A vasútállomáshoz az alábbi állomások vannak a legközelebb:
- Stazione di Atena Lucana
- Sassano-Teggiano railway station